# Ctenomys sericeus
Ctenomys sericeus is een zoogdier uit de familie van de kamratten (Ctenomyidae). De wetenschappelijke naam van de soort werd voor het eerst geldig gepubliceerd door J.A. Allen in 1903.

## Voorkomen
De soort komt voor in Argentinië.